# Asin Thottumkal
Pour les articles homonymes, voir ASIN.
 (octobre 2021).
Si vous disposez d'ouvrages ou d'articles de référence ou si vous connaissez des sites web de qualité traitant du thème abordé ici, merci de compléter l'article en donnant les références utiles à sa vérifiabilité et en les liant à la section « Notes et références ».
Asin Thottumakal (അസിന്‍ തോട്ടുങ്കല് en malayalam), ou simplement Asin, est une ancienne actrice indienne, de langues tamoul, télougou et malayalam, née le 26 octobre 1985 à Kochi, dans le Kerala.
Elle a reçu trois Filmfare Awards. Elle a commencé sa carrière d'actrice dans l'industrie cinématographique du sud de l'Inde, mais s'est ensuite concentrée sur Bollywood. 
Elle est la seule actrice malayali, autre que Padmini, à avoir doublé de sa propre voix pour tous ses films, quelle que soit la langue.
Faisant ses débuts d'actrice avec le film malayalam, Narendran Makan Jayakanthan Vaka (2001), Asin a eu son premier succès commercial avec le film Télougou, Amma Nanna O Tamila Ammayi en 2003, et a remporté le prix de la meilleure actrice. M. Kumaran S / O Mahalakshmi (2004) a été ses débuts en tamoul qui a reçu un énorme succès. Elle a reçu le prix de la meilleure actrice tamoule de Filmfare pour sa performance dans Ghajini (2005).  
Elle a ensuite joué les rôles principaux féminins dans de nombreux films à succès, les plus notables comme Sivakasi (2005), Varalaru (2006), Pokkiri (2007), Vel (2007) et Dasavathaaram (2008). 
Elle a également été honorée par le gouvernement du Tamil Nadu avec le prix Kalaimamani pour son excellence dans le domaine de l'art et de la littérature. En 2013, Asin a reçu le prix Pride of South Indian Cinema au SIIMA pour sa contribution au cinéma tamoul.

## Biographie
Asin est né à Kochi, au Kerala, dans une famille catholique. Son père Joseph Thottumkal est un ancien officier du CBI et a ensuite dirigé plusieurs entreprises. Sa mère Seline Thottumkal, qui a déménagé de Kochi à Chennai puis à Mumbai pour vivre avec sa fille.
Elle a assisté à l'École Publique Navale de LKG à la norme X. Elle a ensuite fréquenté l'école St. Teresa à Kochi pour son éducation au Commission d'examen secondaire supérieur du Kerala. Après cela, elle a fréquenté le Collège St. Teresa de Kochi, un collège affilié à l'Université MG, où elle a obtenu un baccalauréat des arts en littérature anglaise.
Asin a épousé le cofondateur de Micromax Rahul Sharma en janvier 2016 lors d'un mariage chrétien qui a été suivi d'une cérémonie hindoue et a cessé d'agir le cinéma après le mariage. Leur premier enfant, une fille Arin, est née le 24 octobre 2017.

## Filmographie
- 2001 : Narendran Makan Jayakanthan Vaka : Swathi
- 2003 : Amma Nanna O Tamila Ammayi : Mugaambigaambaal 'Chennai'
- 2003 : Sivamani : Vasantha
- 2004 : M. Kumaran S/O Mahalakshmi : Mythili 'Malabar'
- 2004 : Lakshmi Narasimha : Rukhmini
- 2004 : Gharshana : Maya
- 2005 : Ullam Ketkumae : Priya
- 2005 : Chakram : Lakshmi
- 2005 : Ghajini : Kalpana
- 2005 : Majaa : Seetha Lakshmi
- 2005 : Sivakasi : Hema
- 2006 : Annavaram : Aishwarya
- 2006 : Varalaru : Divya
- 2007 : Aalwar : Priya
- 2007 : Pokkiri : Shruti
- 2007 : Vel : Swathi
- 2008 : Dasavathaaram : Kothai Radha & Andaal
- 2008 : Ghajini : Kalpana Shetty
- 2008 : London Dreams : Priya
- 2011 : Kaavalan : Meera Muthuramalingam
- 2011 : Ready : Sanjana Singh / Pooja Malhotra
- 2012 : Housefull 2 : Heena
- 2012 : Bol Bachchan : Sania Ali / Sania Bachchan / Apeksha
- 2012 : Khiladi 786 : Indu Tendulkar
- 2015 : All Is Well : Nimmi